# 池田末利
池田 末利（いけだ すえとし、1910年3月19日 - 2000年11月9日）は、日本の中国哲学者。
福岡県生まれ。大東文化学院卒、1936年広島文理科大学卒。1938-1941年北京大学に学ぶ。1955年「中国ニ於ケル祖先崇拝ノ溯源的研究、並ニソノ天・地神崇拝トノ関係」で東京大学より文学博士の学位を取得。広島大学文学部助教授、教授、1973年定年退官、名誉教授、大東文化大学教授、学長。1979-1981年日本中国学会理事長。

## 著書
- 『殷虚書契後編釈文稿』広島大学文学部中国哲学研究室 1964
- 『中国古代宗教史研究 制度と思想』東海大学出版会 1981

### 訳注
- 『儀礼』全5巻 東海大学出版会「古典叢書」 1974-1977。正確な表記は「儀禮」訳註
- 『全釈漢文大系 11 尚書』集英社 1976
- 『荻生徂徠全集 第13巻 統治論 2』川原秀城共編輯 みすず書房 1987

### 記念論文集ほか
- 『東洋学論集 池田末利博士古稀記念』同 事業会 1980
- 鉄井慶紀『中国神話の文化人類学的研究』平河出版社 1990。編著

## 論文
- <池田末利